# Musée de Saisset
Pour les articles homonymes, voir Saisset.
Le musée de Saisset, associé à l'université de Santa Clara en Californie, est une collection d'environ 10 000 pièces et œuvres d'art surtout californiennes et européennes, provenant de la collection du peintre Ernest de Saisset, de sa famille et d'acquisitions ultérieures. Il est un des deux seuls musées de San José à être membres de l'Association américaine des musées.

## Localisation et bâtiment
Situé en face de la mission Sainte-Claire d'Assise, le musée fait partie intégrante du campus de l'université de Santa Clara en Californie.
Le bâtiment principal du musée est dans le style des missions espagnoles de Californie. Il occupe 1 785 m2 ; les collections y sont réparties sur trois niveaux, ce qui représente une superficie de 5 355 m2.
Le rez-de-chaussée comporte le hall principal ou « foyer » aux armes des Saisset, plusieurs salles d'exposition et une grande salle de conférences. L'étage comporte une salle pour les expositions à partir des collections permanentes, ainsi qu'une salle de bains. Le sous-sol présente les œuvres anciennes, les collections permanentes, et un grand nombre d'épreuves imprimées en Europe.

## Collections
Constitué à l'origine des tableaux et collections d'Ernest de Saisset et de sa famille, le musée enrichit ensuite ses collections en achetant beaucoup d'objets et d'œuvres aux États-Unis et à l'étranger.
Le musée possède des œuvres de la Renaissance, du Baroque, du Rococo, des gravures imprimées de Albrecht Dürer, William Hogarth, Giovanni Battista Piranesi, ainsi que des œuvres de Marc Chagall, Henri Matisse, Pablo Picasso.

## Historique

### La famille de Saisset
Pierre de Saisset, le père d'Isabelle et d'Ernest de Saisset, émigre de France à l'époque de la ruée vers l'or en Californie, espérant profiter de la nouvelle prospérité de la région. D'abord employé au consulat de France à San José, il est le fondateur et le président de la Brush Electric Light company de San José.
Il y épouse Maria Palomares et en a quatre enfants, Henriette, Ernest, Pierre, et Isabel. Henriette est la seule à se marier ; aucun n'a laissé de postérité.

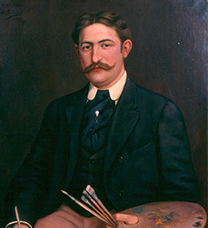
Ernest de Saisset, autoportrait.

### Le peintre Ernest de Saisset
L'aîné des enfants, Ernest de Saisset, suit les cours du collège puis de l'université de Santa Clara.
Il étudie la peinture avec Tortone ; mais devant la pénurie locale de professeurs d'art, sa famille l'envoie en 1886 continuer à Paris ses études artistiques, notamment à l'Académie Julian. De retour en Californie en 1895, il continue à peindre, puis meurt quatre ans après.

### Fondation du musée

Logo du musée

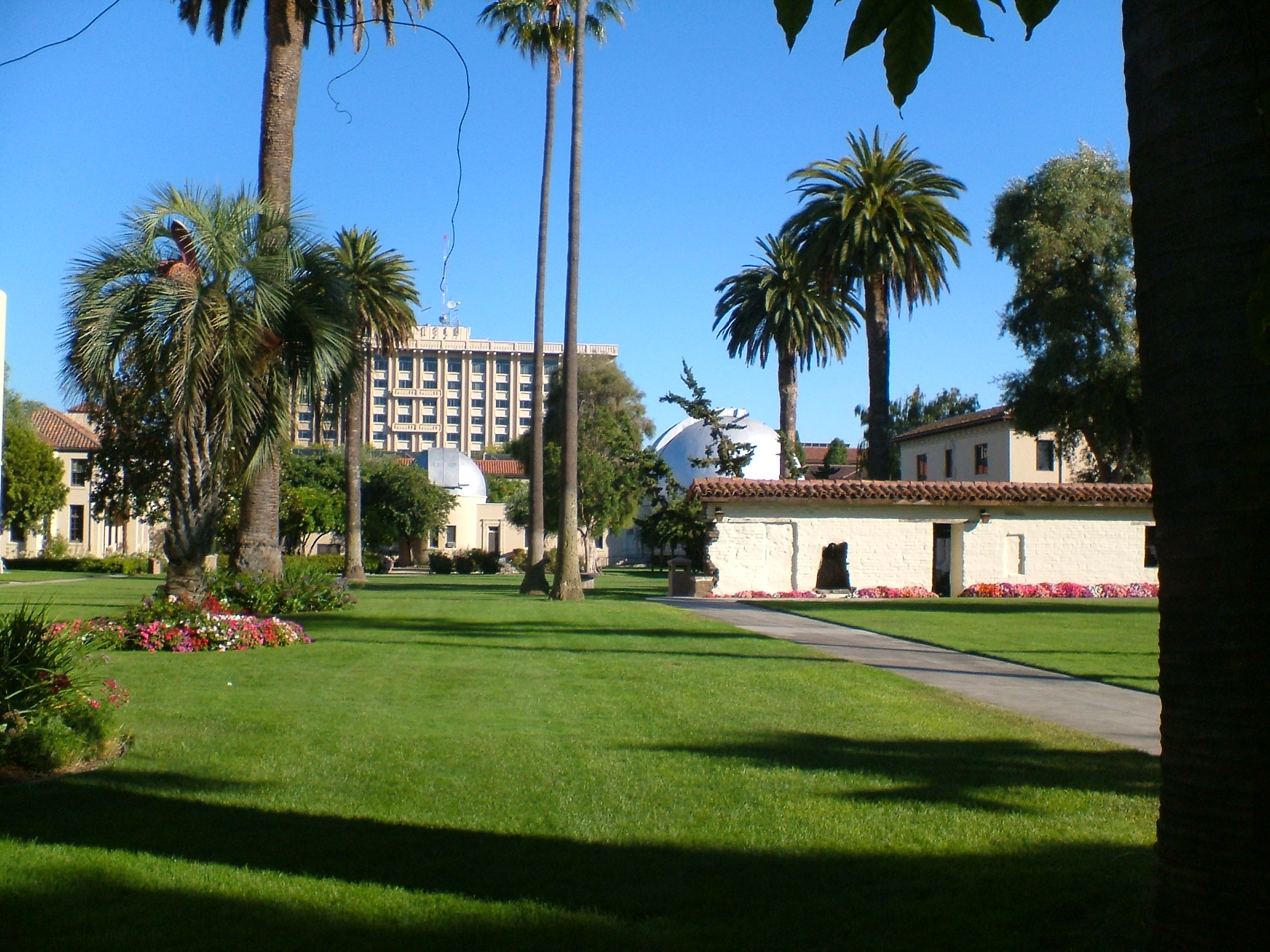
Le campus de l'université de Santa Clara.

Avant de mourir, Isabelle de Saisset, la sœur du peintre, informe le président de l'université et le conseil d'administration de son intention de faire donation du patrimoine immobilier et la collection d'art de sa famille, pour construire une galerie d'exposition et un musée.
Elle donne également plusieurs de ses biens personnels, ses bijoux, son argenterie, ses tapisseries. Le musée ouvre en 1955.

## Sources
- (en) Cet article est partiellement ou en totalité issu de l’article de Wikipédia en anglais intitulé « De Saisset Museum » (voir la liste des auteurs) au 19 mai 2011.